# Cerylidae
Los cerílidos (Cerylidae) son una familia de aves coraciiformes perteneciente al suborden Alcedines (los martines pescadores), y sus miembros son conocidos vulgarmente como martines gigantes y martines pescadores. De las nueve especies que componen la familia, seis de ellas son americanas, la totalidad de los martines pescadores de este continente. Todas sus especies son especialistas en la captura de peces, a diferencia de muchos miembros de las otras dos familias del suborden que no solo pescan. 
Se creía que el grupo entero evolucionó en América, pero esto parece no ser verdad. Actualmente se considera que los antepasados originales posiblemente evolucionaron en África - en cualquier caso en el Viejo Mundo y posteriormente emigraron a América - y que las especies de Chloroceryle son las más modernas.
Hace menos de cinco millones de años (o posiblemente solo 2,9 millones de años), un martín pescador gigante del Viejo Mundo se convirtió en el antepasado del martín gigante norteamericano y el martín gigante neotropical, y después, otra especie relacionada con el martín pescador pío, (Ceryle rudis) evolucionó para formar el género Chloroceryle tras colonizar América. Mientras que la historia evolutiva de los cerílidos con respecto a sus relaciones internas está bien resuelta, no está completamente claro si evolucionaron a partir de miembros de Alcedinidae o Halcyonidae, y si migraron a América a través del océano Atlántico o del océano Pacífico (aunque parece más probable la primera opción). 

## Taxonomía
La familia Cerylidae es una de las nueve familias pertenecientes al orden Coraciiformes, y una de las tres del suborden Alcedines. En el pasado todos los martines pescadores y afines se situaban dentro de Alcedinidae, pero como se considera que los tres grupos divergieron tempranamente, Cerylidae y Halcyonidae generalmente se tratan actualmente como familias, en lugar de como subfamilias, siendo la familia Alcedinidae una rama basal respecto de ambas. No obstante, algunos autores no reconoce esta familia, y sus tres géneros son ubicados en la familia Alcedinidae dentro de la subfamilia Cerylinae.
Hay nueve especies de cerílidos distribuidas en tres géneros:
- Género Megaceryle. Incluye cuatro especies de martines pescadores grandes y crestados, que tienen una amplia distribución por África, Asia y América. La mitad de sus miembros se encuentran en el Viejo Mundo y la otra mitad en el Nuevo. Megaceryle alcyon es el único miembro de la familia que se distribuye ampliamente por América del Norte, aunque puede encontrarse a Megaceryle torquata hasta el norte de Texas y Arizona.

- Megaceryle maxima (Pallas, 1769) - martín gigante africano;
- Megaceryle lugubris (Temminck, 1834) - martín gigante asiático;
- Megaceryle alcyon (Linnaeus, 1758) - martín gigante norteamericano;
- Megaceryle torquata (Linnaeus, 1766) - martín gigante neotropical.

- Género Ceryle. Contiene una sola especie que se distribuye por las regiones tropicales del Viejo Mundo.

- Ceryle rudis (Linnaeus, 1758) - martín pescador pío.

- Género Chloroceryle. Incluye cuatro especies que ocupan la América tropical.

- Chloroceryle amazona (Latham, 1790) - martín pescador amazónico;
- Chloroceryle americana (Gmelin, 1788) - martín pescador verde;
- Chloroceryle inda (Linnaeus, 1766)  - martín pescador verdirrufo;
- Chloroceryle aenea (Pallas, 1764) - martín pescador enano.